# Tatort: Himmelfahrt
Himmelfahrt ist ein Fernsehfilm aus der Kriminalreihe Tatort der ARD und des ORF. Der Film wurde vom NDR produziert und am 13. August 1978 zum ersten Mal gesendet. Er ist die 90. Folge der Tatort-Reihe und der siebte und letzte Fall für Kommissar Finke, dargestellt von Klaus Schwarzkopf.

## Handlung
Willi Erkens, Bernd Lobsien, Lossak, Thomas Brass, Jan Stratman und Holger Budinski gehören der Musikkapelle der Freiwilligen Feuerwehr im fiktiven Ort Doetersen in Schleswig-Holstein an. Einige von ihnen werden durch je einen Gewehrschuss aus dem Hinterhalt in den Bauch schwer verletzt. Es wird bald klar, dass die Männer ein Geheimnis miteinander verbindet.
Thomas Brass, verheiratet mit zwei Kindern, ist der erste. Als er vor seinem Haus steht, während Lossak das neue (laute) Motorrad von Brass ausprobiert, bricht er plötzlich zusammen, krümmt sich vor Schmerzen und verliert schließlich das Bewusstsein. Er blutet aus dem Bauch, da er durch einen Schuss verletzt wurde. Kommissar Finke und sein Assistent sollen den Fall klären, da ein Mordversuch nicht ausgeschlossen ist. Auf dem Weg nach Doetersen fragt Finke in einer Gärtnerei nach dem Weg. Der Gärtner erwähnt, dass eine schöne Blume nach seiner Tochter Isa benannt ist, weil diese von ihr selbst gezüchtet wurde. Neben dem Besitzer arbeitet noch ein junger Bursche dort. Brass ist nicht sehr schwer verletzt, will aber der Polizei nichts zu möglichen Hintergründen sagen. Diese kommt bei dem Fall nicht weiter. 
Bernd Lobsien ist Spieler des Kreisklassenvereins TUS Doetersen sowie Trainer von zwei Kindermannschaften. Während des Spiels einer dieser Mannschaften bricht er plötzlich zusammen. Was die Kinder zunächst für einen Spaß ihres Trainers halten, stellt sich tatsächlich als blutiger Ernst heraus. Auch er wurde angeschossen. Nach der ärztlichen Diagnose wird er querschnittgelähmt bleiben. Die anderen vier Kameraden spüren, dass das gemeinsame Geheimnis die Ursache für die Anschläge sein könnte. Es stellt sich heraus, dass sie am Himmelfahrtstag betrunken mit einem VW-Bus die auf dem Fahrrad fahrende 16-jährige Isa angefahren und schließlich gemeinsam vergewaltigt hatten. Allerdings war Stratman nicht dabei und Budenski zwar Zeuge, aber nicht an der Vergewaltigung beteiligt. Insbesondere Lossak überredet die anderen, auf keinen Fall der Polizei von diesem Verbrechen zu erzählen.
Willi Erkens hatte schwere Brandwunden erlitten, als er unter Lebensgefahr zwei Kinder aus einem brennenden Bauernhaus rettete. Am Tag der Entlassung aus dem Krankenhaus wird seine Genesung im Kreis der Feuerwehrkameraden ausgiebig gefeiert. Aber er kann sich nicht lange an der wiederhergestellten Gesundheit erfreuen. Auf dem Rummel ist auch Robbi, der Bursche aus der Gärtnerei, der Erkens mit einem Gewehr aus dem Verborgenen ebenfalls in den Bauch schießt. Erkens ist schwerer verletzt als die anderen und verliert mehr Blut, weil er nur für schwer betrunken gehalten wird und Hilfe zu spät kommt, er schwebt in Lebensgefahr. In der Gärtnerei wird gezeigt, dass der Vater des Mädchens mit Robbi gemeinsam den Rachefeldzug durchführt. Sie machen gemeinsame Schießübungen, auch um den Beteiligten nur Verletzungen zuzufügen, sie aber nicht zu töten. Das Mädchen ist schwer traumatisiert, sie fürchtet den Kontakt zu Männern, insbesondere auch zu Robbi, ihrem früheren Freund, aber auch zu ihrem Vater. Dies wird als unheilbar beschrieben.
Die Einwohner von Doetersen sind beunruhigt. Der Bürgermeister zieht sogar in Erwägung, eine Bürgerwehr aufzustellen. Die Beteiligten wissen aber um die Hintergründe, insbesondere die Ehefrau von Brass ahnt ein Geheimnis, bekommt aber von ihrem Mann keine Auskunft. Stratmann flieht aus Doetersen und versteckt sich in der Großstadt Kiel. Finke bleibt trotz vieler Vernehmungen ohne Erfolge, ihm ist aber klar, dass der Grund für die Anschläge in einem gemeinsamen Erlebnis der Feuerwehrleute liegen muss. Der schwerverletzte Willi Erkens begeht Selbstmord, weil ihn die damalige Tat belastet. Trotz mehrerer Gelegenheiten kann Robbi seinen Anschlag auf Lossak nicht durchführen.
Der Getränkehändler Budinski und Lossak treffen sich nachts an der eisigen See. Als Budinski erwähnt, zur Polizei gehen zu wollen, erschießt ihn Lossak mit einem Revolver. Für die Polizei erscheint es als weiterer Anschlag, da die Tatwaffe aber hier eine Faustfeuerwaffe ist und nicht in den Bauch, sondern ins Herz geschossen wurde, zweifelt Finke dies an. Lossak versucht nun selbst an die Täter zu kommen. Er recherchiert den Namen des Mädchens, die damals nur eine Anzeige wegen eines leichten Verkehrsunfalls aufgab. Die Polizei fahndete deshalb eher nachlässig.
Lossak findet die Gärtnerei und plant einen Anschlag auf die Familie. In der Zwischenzeit wird Stratmann zufällig in Kiel von Raufbolden zusammengeschlagen. Er sieht einen Zusammenhang mit den Anschlägen und berichtet alles der Polizei. Finke fährt mit seinem Assistenten zur Gärtnerei, während Lossak mit dem eher unwilligen Brass schon auf dem Gelände lauert. Der Vater und Robbi gestehen ihre Taten, zeigen der Polizei auch den Schießstand. Dabei versucht Lossak auf Robbi zu schießen, Brass lenkt den Schuss aber ab und wird selbst verletzt. Das Mädchen kommt in eine psychiatrische Anstalt, die vier Männer in Polizeigewahrsam. Am Ende sieht man noch Lobsien im Rollstuhl durch den Park des Krankenhauses fahren.